# Gomphus graslinii
Espèce
Statut de conservation UICN

 NT  : Quasi menacé
Gomphus graslinii ou gomphe de Graslin est une espèce d'odonates du sous-ordre des anisoptères (ou libellules au sens strict), qui fait partie de la famille des Gomphidae.

## Description
Les cercoïdes des mâles ont la particularité de présenter une forte dent latérale, tandis que les femelles se distinguent plutôt par leur lame vulvaire échancrée qui mesure un tiers de la taille du segment S9.

## Habitat
Ce gomphe héliophile vit de préférence au bord d'eaux calmes et claires bien oxygénées.
En effet, les secteurs sablonneux et limoneux des parties calmes des cours d'eau conviennent bien au développement de l'espèce.

## Répartition
Insecte européen dont l'aire de répartition se limite au sud-ouest de la France et à la péninsule Ibérique (Espagne et Portugal).

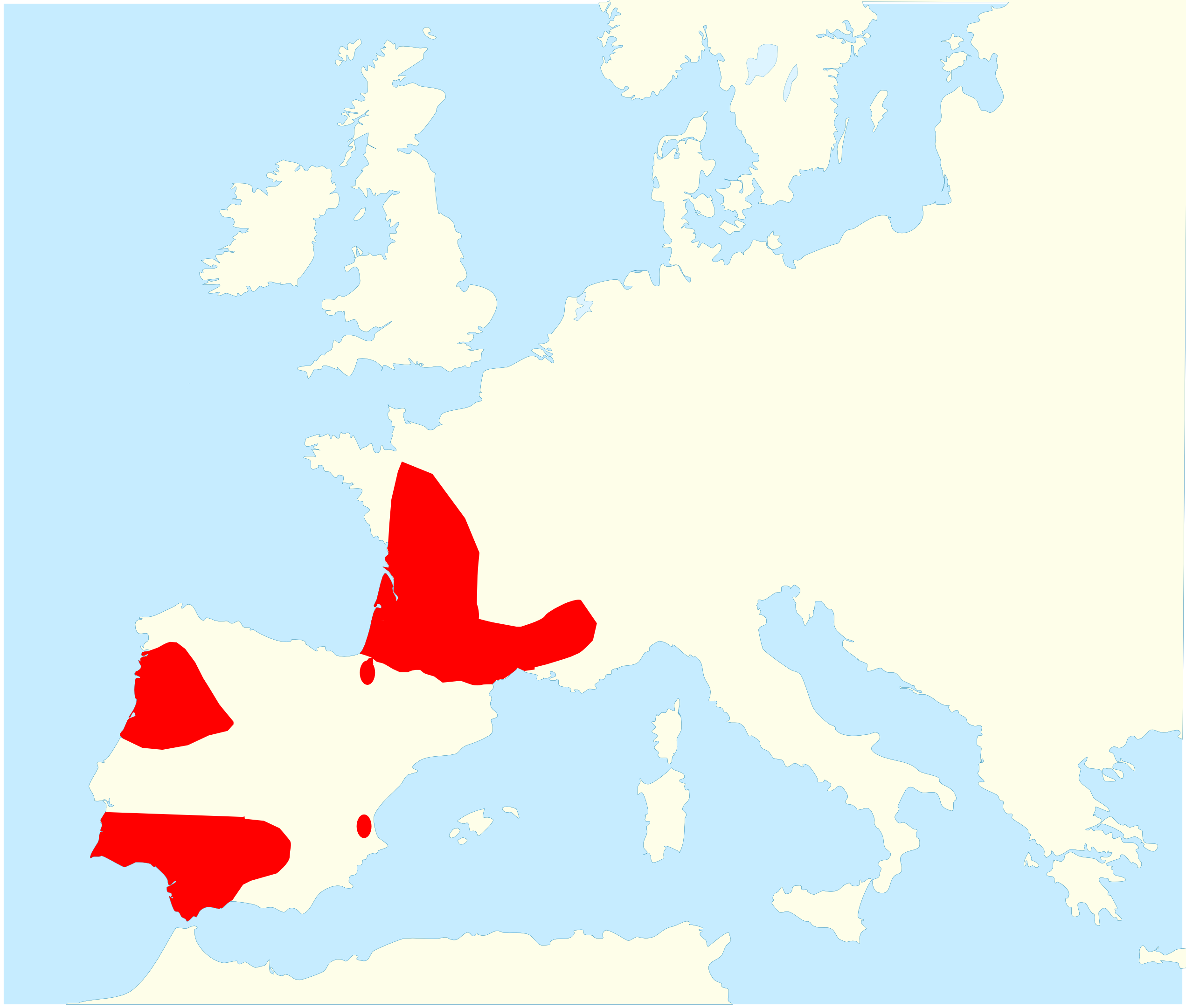
Carte de répartition du gomphe de Graslin

## Statut
Son aire de répartition, assez réduite, le rend vulnérable à de simples modifications écologiques naturelles et encore plus aux modifications écologiques dues aux activités humaines.
Cette espèce est en effet fortement menacée par la pollution des eaux (due aux activités agricoles, urbaines, industrielles et touristiques) et par diverses agressions d'origines anthropiques telles que : les extractions de granulats, les marnages excessifs, le ressac dû aux embarcations à moteur ou encore la rectification des berges (avec déboisement).
Ainsi, le gomphe de Graslin est classé « Quasi menacé » sur la Liste Rouge mondiale et « Préoccupation mineure » sur la liste française.
Il est inscrit aux Annexes II et IV de la Directive « Habitats-Faune-Flore » et à l'Annexe II de la convention de Berne, si bien qu'il est strictement protégé dans les pays signataires (dont la France).